# Буторинская (Архангельская область)
Буторинская — деревня в Вельском районе Архангельской области. Входит в состав муниципального образования «Верхнеустькулойское». Имеет также местное неофициальное название - Жильцово.

## География
Деревня расположена в южной части Архангельской области, в таёжной зоне, в пределах северной части Русской равнины, в 27 километрах на юго-восток от города Вельска, на левом берегу реки Кулой притока Ваги. Ближайшие населённые пункты: на востоке деревня Мелединская, на западе нежилая деревня Митрошинская(Ермаково).
Часовой пояс
Буторинская, как и вся Архангельская область, находится в часовой зоне МСК (московское время). Смещение применяемого времени относительно UTC составляет +3:00.

## Население
| 2002 | 2010 | 2012 | 2014 |
| ---- | ---- | ---- | ---- |
| 11   | ↘4   | ↗7   | ↗12  |

## История
Указана в «Списке населённых мест по сведениям 1859 года» в составе Вельского уезда(2-го стана) Вологодской губернии под номером «2554» как «Буторинская(Жильцова)». Насчитывала 6 дворов, 26 жителей мужского пола и 25 женского.
В материалах оценочно-статистического исследования земель Вельского уезда упомянуто, что в 1900 году в административном отношении деревня входила в состав Усть-Кулойского сельского общества Устьвельской волости. На момент переписи в селении Буторинская(Жильцово) находилось 16 хозяйств, в которых проживало 51 житель мужского пола и 54 женского.